# Interstate H-3
L'Interstate H-3 (abrégé H-3) est une autoroute inter-États américaine située sur l'île d'Oahu à Hawaï. Elle est également appelée « autoroute John A. Burns » (John A. Burns Freeway). Elle possède un axe ouest-est (les numéros des autoroutes inter-États d'Hawaï dépendent de l'ordre de leur financement et de leur construction). Son extrémité ouest se trouve à Halawa, à un croisement avec l'Interstate H-1. Son extrémité est se trouve à l'entrée de la base du Corps des Marines des États-Unis à Kaneohe. Elle possède un croisement avec l'Interstate H-201 à Halawa.
Ayant coûté 1,3 milliard de dollars pour 27 km, elle fait partie des autoroutes les plus chères des États-Unis.

## Description du tracé

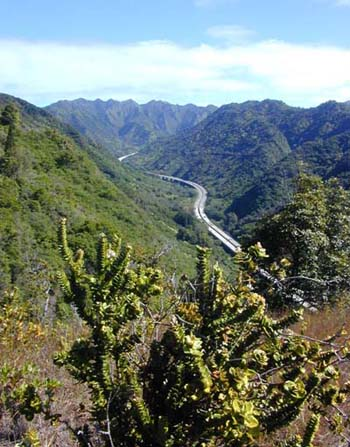
H-3 dans la Hālawa Valley vers la crête de Koʻolau Range.

La H-3 débute au nord-ouest du centre-ville d'Honolulu à l'échangeur avec la H-1 et la H-201. L'échangeur est à côté du Aloha Stadium et au nord-est de la Joint Base Pearl Harbor–Hickam, laquelle inclut le mémorial national de Pearl Harbor. La H-3 dispose d'un accès direct à la H-1, laquelle continue vers le sud vers l'Aéroport international Daniel K. Inouye et à l'ouest vers Pearl City. L'autoroute se dirige vers l'est le long de la Hālawa Stream et longe la H-201. La H-3 bifurque ensuite vers le nord-est en direction de la Chaîne Koʻolau en suivant la Hālawa Valley.

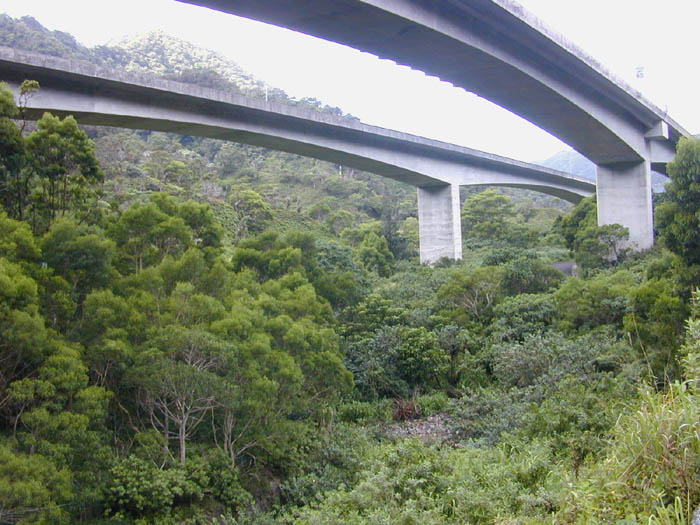
Viaducs de la H-3 dans la Hālawa Valley.

L'autoroute parcourt ensuite les Windward Viaducts à travers la Hālawa Valley pour environ six miles (9,7 km) jusqu'à ce qu'elle atteigne le Tetsuo Harano Tunnel à travers la chaîne de montagnes. À l'extrémité est du tunnel, l'autoroute emprunte un viaduc jusqu'à la sortie pour la Route 63 (Likelike Highway) laquelle mène à Kāneʻohe. L'autoroute continue ensuite vers le sud, puis vers l'est en croisant quelques routes d'État. Elle emprunte alors une chaussée reliant Kāneʻohe Bay et Nuʻupia Pond pour entrer par la porte principale de la Marine Corps Base Hawaii.

## Liste des sorties
| Interstate H-3    |                |       |       |                                              |                                                           |                                                        |
| Comté             | Municipalité   | mi    | km    | Sortie                                       | Intersections / Destinations                              | Notes                                                  |
| Honolulu          | Aiea           | 0,00  | 0,00  | —                                            | H-1 est – Joint Base Pearl Harbor-Hickam, Aéroport        | Sortie 13 de la H-1                                    |
| Honolulu          | Aiea           | 0,00  | 0,00  | 1A                                           | H-1 ouest – Pearl City                                    | Sortie direction ouest, entrée direction est           |
| Honolulu          | Aiea           | 0,13  | 0,21  | 1B                                           | H-201 est – Honolulu                                      | Pas d'entrée en direction ouest; sortie 1C de la H-201 |
| Honolulu          | Aiea           | 0,51  | 0,82  | 1C                                           | Stade, Camp Smith, Halawa, Aiea                           | Sortie direction ouest seulement                       |
| Honolulu          | Chaîne Ko'olau |       |       | Tunnels Tetsuo Harano, Tunnels Hospital Rock | Tunnels Tetsuo Harano, Tunnels Hospital Rock              | Tunnels Tetsuo Harano, Tunnels Hospital Rock           |
| Honolulu          | Kaneohe        | 8,23  | 13,24 | 9                                            | Route 63 (en) nord (Likelike Highway)                     | Sortie direction est, entrée direction ouest           |
| Honolulu          | Kaneohe        | 9,91  | 15,95 | 11                                           | Route 83 (en) (Kamehameha Highway) – Kaneohe, North Shore |                                                        |
| Honolulu          | Kaneohe        | 12,30 | 19,79 | 14                                           | Route 630 (en) – Kailua                                   | Sortie direction est, entrée direction ouest           |
| Honolulu          | Kaneohe        | 13,83 | 22,26 | 15                                           | Kaneohe Bay Drive                                         |                                                        |
| Honolulu          | Kaneohe        | 13,83 | 22,26 | —                                            | Marine Corps Base Hawaii                                  | Continue au-delà du terminus                           |
| - Accès incomplet |                |       |       |                                              |                                                           |                                                        |